# The Great Society
The Great Society (также «The Great! Society!!») — рок-группа из Сан-Франциско, существовавшая в период между 1965 и 1966 годами, и тесно связанная с расцветом эйсид-рока. Самая известная участница группы — вокалистка Грейс Слик, другими членами группы были — муж Грейс, ударник Джерри Слик, его брат гитарист Дарби Слик, вокалист и гитарист Дэвид Майнер, басист Бард Дюпонт, и саксофонист Питер ван Джелдер.

## История
В конце лета 1965 года Грейс, Дарби и Джерри, вдохновлённые музыкой Beatles, решили создать собственную группу. Грейс заявляла, что выступления Jefferson Airplane также были причиной её прихода в музыку. Группа дебютировала в Coffee Gallery в Сан-Франциско 15 октября 1965 года и продолжала выступать в течение 1966 года.
Группа выпустила только один сингл во время своего существования — это была сочиненная Дарби песня «Somebody to Love» (первое название — «Someone to Love»). Сингл был выпущен в феврале 1966 года на Autumn Records и большой славы не принёс.
Группа стала популярной после того как они начали открывать концерты для Jefferson Airplane и других успешных местных групп, и все завершилось тем что Columbia Records предложила The Great Society контракт. К тому времени, когда письмо с контрактом попало в почтовый ящик группы, Грейс уже была членом Jefferson Airplane, заменив ушедшую из группы певицу Сигни Толи Андерсон, и взяв две песни из старой группы («Someone to Love», написанную Дарби и «White Rabbit», написанную ею самой) в свой репертуар. Обе песни музыканты Jefferson Airplane выпустили синглами уже в течение 1967 года, достигнув #5 и #8 в рейтинге Billboard Hot 100. После ухода Грейс The Great Society осталась без музыкального и сценического центра, и группа развалилась уже в 1966 году. Грейс и Джерри Слик также расторгли свой брак.
После того, как Грейс стала суперзвездой в составе Jefferson Airplane, Columbia Records в 1968-м году выпустила записи живых концертов Great Society (записанные в 1966-м году вместе с Грейс), два альбома — Conspicuous Only in its Absence and How It Was. Позже эти записи многократно переиздавались.
«The Great Society» (англ. Великое общество) было популярным названием для музыкальных групп в 1960-х, из-за популярности термина, так как его часто использовал тогдашний президент Соединенных Штатов Линдон Джонсон и его правительство. В одном случае в городе Форт-Уэрт, в штате Техас, The Great Society (с Грейс Слик) и группа с точно таким же названием выступали на противоположных сторонах города одним и тем же вечером.

## Участники
- Грэйс Слик — вокал, клавишные
- Дарби Слик — гитара, бэк-вокал
- Дэвид Майнер — гитара, вокал
- Джерри Слик † — ударные
- Бард Дюпонт — бас-гитара, губная гармоника
- Жан Персол — вокал (непродолжительное время (1965))
- Питер ван Джелдер — бас-гитара, флейта, саксофон
- Оскар Дэниелс — гитара